# Armée de la république islamique d'Iran
L'armée de la république islamique d'Iran (en persan : ارتش جمهوری اسلامی ایران), dont l'acronyme est AJA (en persan : آجا), généralement dénommée armée iranienne ou Artesh (en persan : ارتش) est l'armée régulière d'Iran, et l'une des deux groupes des forces armées iraniennes. Sa mission est la protection de l'intégrité territoriale de l'État iranien contre les menaces extérieures et intérieures et de protéger la puissance du pays à l'extérieur.
Le commandement de Artesh coordonne les quatre branches de l'armée : armée de terre, armée de l'air, marine et la nouvellement établie force de défense aérienne,.
L'armée de la république islamique d'Iran, héritière de l'armée de l'État impérial d'Iran au service du chah jusqu'à 1979, est distincte des Gardiens de la révolution, organisation paramilitaire de la république islamique d'Iran dépendant directement du Guide de la révolution, le chef de l'État iranien.